# La dama dei veleni
Pour plus de détails, voir Fiche technique et Distribution.
La dama dei veleni est une mini-série télévisée italienne de trois épisodes diffusée en 1979, réalisé par Silverio Blasi. Le sujet en est tiré de La Chambre ardente (The Burning Court 1937) de John Dickson Carr.

## Synopsis
Dario Gherardi, directeur d'une maison d'édition, se rend à Paris pour affaires et fait la connaissance d'une canadienne, Marie D’Aubray. Il tombe amoureux d'elle et l'épouse. De retour chez lui, il feuillette un livre de criminologie de Guido Santacroce édité par sa maison, et y trouve l'image d'une femme du XIXe siècle, du même nom que son épouse, guillotinée pour empoisonnement en  1861. La ressemblance avec son épouse le trouble, et de retour dans sa maison de campagne, il lui demande s'il pourrait y avoir un lien de famille, ce qu'elle nie fermement. Précisément, les voisins, les Desgrez (le même nom de famille que ceux qui avaient arrêté la femme du XIXe siècle), viennent demander à Carlo de servir de témoin pour une autopsie. Marie annonce alors qu'il n'y aura rien dans le cercueil. Quand Carlo revient chez lui, il ne retrouve pas son épouse.

## Fiche technique
- Titre : La dama dei veleni
- Genre : giallo, fantastique
- Réalisation  : Silverio Blasi
- Scénario : Giovannella Gaipa, d'après La Chambre ardente (The Burning Court 1937) de John Dickson Carr.
- Musique : Bruno Nicolai
- Photographie : Massimo Sallusti
- Décors : Emilio Voglino
- Costumes : Antonella Cappuccio
- Lumière : Franco A. Ferrari
- Format d'image : Noir et blanc
- Pays :  Italie
- Langue originale : italien
- Durée : 180 min (3 épisodes de 60 min)
- Première diffusion : 31 août 1979 - 14 septembre 1979
- Production : Rai - Radiotelevisione Italiana
- Chaîne de télévision : Rai 2

## Distribution
- Ugo Pagliai : Dario Gherardi
- Susanna Martinková : Marie D’Aubray
- Warner Bentivegna : Carlo Desgrez
- Corrado Gaipa : Guido Santacroce
- Giorgio Bonora : Cesare Urbinati
- Alessandro Sperlì : Commissaire La Volpe
- Anna Maria Gherardi : Gaetana Bianchi
- Paola Bacci : Giulia Desgrez
- Angela Cardile : Marta Desgrez
- Luigi Basagaluppi : Bruno Desgrez
- Manlio Guardabassi : Maurizio Desgrez
- Gabriella Giacobbe : Agata Perelli